# Külaküla
Külaküla (Duits: Külla) is een plaats in de Estlandse gemeente Hiiumaa, provincie Hiiumaa. De plaats heeft de status van dorp (Estisch: küla).
Tot in oktober 2017 behoorde Külaküla tot de gemeente Emmaste en sindsdien tot de fusiegemeente Hiiumaa.

## Bevolking
De ontwikkeling van het aantal inwoners blijkt uit het volgende staatje:
| Jaar            | 2000 | 2011 | 2017 | 2019 | 2020 | 2021 |
| --------------- | ---- | ---- | ---- | ---- | ---- | ---- |
| Aantal inwoners | 28   | 31   | 31   | 29   | 26   | 21   |

## Ligging
Külaküla ligt aan de westkust van het eiland Hiiumaa.

## Geschiedenis
De naam Külaküla doet merkwaardig aan (‘Dorpdorp’), maar het dorp is gegroeid rond een boerderij met de naam Külla. Külla küla, ‘dorp Külla’, werd Külaküla. De boerderij heette achtereenvolgens Külla Laas (1726), Külla Laas of Külla Iaack (1782), Külla (1798) en Küllama (1871). In 1913 werd ze voor het eerst genoemd als dorp onder de naam Külla. Ze lag eerst op het landgoed van Suuremõisa en vanaf 1796 op dat van Emmaste.
Tussen 1977 en 1997 hoorden de buurdorpen Prähnu en Ole bij Külaküla. Een deel van Prähnu bleef ook na 1997 bij Külaküla. Het heet Saksaküla.

## Geboren in Külaküla
- Vaino Väljas (1931-2024), de laatste voorzitter van de Estische Communistische Partij